# Romesh Ranganathan
Jonathan Romesh Ranganathan, född 27 mars 1978, är en engelsk skådespelare och komiker. Hans humor karaktäriseras av deadpan och självironi.
Han har gjort flera framträdanden i komediserier och varit deltagare i panelshower som 8 Out of 10 Cats, QI och han var en av deltagarna i humor och tävlingsporgrammet Bäst i test Englands första säsong. År 2016 avslutade avslutade han sin första stora turné, Irrational Live, som bland annat sattes upp på Hammersmith Apollo.
Ranaganathan har varit programledare för komediprogrammen Judge Romesh och The Ranganation, samt huvudperson i reseprogrammet The Misadventures of Romesh Ranganathan. Båda de två senare har vunnit priser från brittiska film- och TV-institutet BAFTA.
I december 2021 utsågs Ranganathan till programledare i The Weakest Link när den hade nypremiär.

## Biografi
Romesh Ranganathan föddes i Crawley i West Sussex och hans föräldrar Ranga och Shanthi Ranganathan hade rötter från Sri Lanka. Han led av en ögoninfektion som barn som gjorde att han fick högersidig ptos, vilket gör att ena ögat skelar och hänger lite. Han kallades alltid Romesh av sina föräldrar, och fick inte reda på att han egentligen hade Jonathan som första namn förrän han gick i småskolan. Hans föräldrar gav honom ett engelskklingande namn för att eventuellt underlätta på en framtida arbetsmarknad.
Ranganathan studerade matematik vid Birkbeck College på University of London. Han undervisade därefter i matematik vid Hazelwick School i Crawley och The Beacon School i Surrey, samtidigt som han freestyle-rappade under rapnamnet "Ranga". Som rappare nådde han en gång finalen i en nationell freestyletävling. Han började också med ståuppkomik samtidigt som han arbetade som lärare. Ranganathan har varit gäst i flera avsnitt av 8 Out of 10 Cats Does Countdown. Han har också medverkat i bland annat Would I Lie to You?, The Last Leg, Have I Got News for You, QI och Mock the Week. Han var en av de tävlande i den första säsongen av Bäst i test England.
Ranganathan gav ut självbiografin Straight Outta Crawley 2018.
Han är gift och har tre barn; han träffade sin hustru när han arbetade på Hazelwick School där hon var dramalärare.